# ديك فيليبس
ديك فيليبس (بالإنجليزية: Dick Phillips)‏ هو لاعب كرة قاعدة أمريكي، ولد في 24 نوفمبر 1931 في راسين في الولايات المتحدة، وتوفي في 29 مارس 1998 في برنابي في كندا.

## روابط خارجية
- ديك فيليبس على موقعبيزبول رفرنس.كوم (الدوري الرئيسي) (الإنجليزية)